# Dmitrowicze
Dmitrowicze (biał. Дзмітровічы, ros. Дмитровичи) – agromiasteczko na Białorusi, w obwodzie brzeskim, w rejonie kamienieckim, w sielsowiecie Dmitrowicze, którego władz są siedzibą.
Dmitrowicze leżą 12 km na północny zachód od Kamieńca, 49 km na północ od Brześcia, 37 km od stacji kolejowej Żabinka linii Baranowicze-Brześć, przy drodze republikańskiej R83. Położone są w granicach Parku Narodowego „Puszcza Białowieska”.
Siedziba parafii prawosławnej pw. Przemienienia Pańskiego.
W latach 1921–1939 istniała w II RP gmina Dmitrowicze.

## Zabytki
- Cerkiew Przemienienia Pańskiego z 1786 roku.